# Burg Berg (Ehingen)
Die Burg Berg ist eine abgegangene Burg in Berg, einem Ortsteil der Stadt Ehingen, im baden-württembergischen Alb-Donau-Kreis.
Von der von den Grafen von Berg erbauten Burg, Sitz der Herrschaft Berg, ist nichts mehr erhalten. Die Burgstelle ist nicht mehr lokalisierbar.
Ihre Burg soll auf der Anhöhe hinter der Kirche gestanden haben und sollte den Übergang über die Donau schützen.